# Henry Hawley
Henry Hawley (1679 – Portsmouth, 24 marzo 1759) è stato un generale inglese.

## Biografia

### I primi anni
Entrato nel British Army nel 1694, Henry Hawley prestò servizio poco dopo nella Guerra di successione spagnola come capitano del 19 th Foot. Dopo la Battaglia di Almanza tornò in Inghilterra ed alcuni anni dopo divenne tenente colonnello del suo reggimento, col quale servì poi nella Battaglia di Sheriffmuir del 1715 ove venne ferito.
Dopo di questo egli rimase per alcuni anni in Gran Bretagna, ottenendo promozioni sino a quella di maggiore generale del 1739. Quattro anni dopo egli accompagnò re Giorgio II e James Dalrymple, I visconte Stair in Germania e, come ufficiale generale di cavalleria agli ordini di Sir John Cope, presenziò alla Battaglia di Dettingen.

### Ribellione giacobita
Divenuto tenente generale poco dopo, egli divenne secondo in comando della cavalleria nella Battaglia di Fontenoy ed il 20 dicembre 1745 divenne Comandante in Capo in Scozia. A meno di un mese Hawley subì una pesante sconfitta a Falkirk per mano degli insorgenti giacobiti. Questo, ad ogni modo, gli costò la perdita del comando a favore del principe Guglielmo Augusto, duca di Cumberland, che poco dopo venne inviato a nord come capitano generale. Agli ordini del duca di Cumberland, Hawley guidò la cavalleria nella Battaglia di Culloden ove i suoi dragoni divennero famosi per la ferocia e la brutalità dimostrate nei confronti dei ribelli fuggitivi, guadagnandosi il soprannome di Hangman Hawley ("Hawley l'impiccatore").
Dopo la fine della campagna del '45 egli accompagnò il duca di Cumberland nei Paesi Bassi e guidò la cavalleria alleata nella Battaglia di Lauffeld. Terminò la sua carriera come governatore di Portsmouth ove morì nel 1759. Venne sepolto nella chiesa parrocchiale di St Mary a Hartley Wintney, nell'Hampshire, non lontano dalla sua residenza di famiglia, West Green House.
James Wolfe, il suo brigadiere maggiore, scrisse del generale Hawley: «Le truppe temono la sua severità, odiano l'uomo ed il suo concetto militare». Alcuni dissero addirittura che Hawley era figlio illegittimo di Giorgio II, ma tale teoria ad oggi non è stata ancora comprovata.